# Tiergarten Schönbrunn
Koordinaten: 48° 10′ 56″ N, 16° 18′ 9″ O
Der Tiergarten Schönbrunn im Park des Schlosses Schönbrunn im 13. Wiener Gemeindebezirk Hietzing wurde 1752 von den Habsburgern gegründet und ist der älteste noch bestehende Zoo der Welt. Direktor des Tiergartens ist seit 2020 der Zoologe Stephan Hering-Hagenbeck. Seit dem Jahr 2006 hat der Zoo jedes Jahr über 2 Millionen Besucher. Auf einer Fläche von 17 Hektar sind rund 7.800 Tiere aus 700 Arten zu sehen. In Anthony Sheridans Zoo-Ranking wurde der Tiergarten sechsmal in Folge (2008, 2010, 2012, 2014, 2018 und 2021) als bester europäischer Zoo mit dem „Best European Zoo Award“ in Gruppe A (mehr als 1 Million Besucher) ausgezeichnet.

## Geschichte

### Ab 1745: Die Menagerie des Kaisers
Die Entstehung des Tiergartens Schönbrunn geht auf Franz Stephan von Lothringen, den Gemahl Maria Theresias zurück. Franz Stephan, der 1745 als Franz I. zum Kaiser des Heiligen Römischen Reiches deutscher Nationen gewählt worden war, beauftragte den Architekten Jean Nicolas Jadot de Ville-Issey mit dem Entwurf für eine Menagerie im Park der neuen Habsburg-Lothringischen Sommerresidenz Schönbrunn.
Die Anlage bestand aus zwölf Gehegen mit je gleich großen Tierhäusern und einem Verwaltungsgebäude mit vorgelagertem Garten. Dazu kamen ein Teich und zwei Höfe. Im Sommer 1752 wurde die Menagerie nach etwa einjähriger Bauzeit Gästen vorgestellt. Als letzter Teil wurde 1759 der als Frühstücks- und Gesellschaftsraum konzipierte achteckige Pavillon im Zentrum der Anlage fertiggestellt. Er stellt bis heute das historische Zentrum des Tiergartens dar. Seit 1949 wird er als Restaurant genutzt.
Zunächst war die Menagerie der kaiserlichen Familie vorbehalten. Neben Diplomaten und privaten Gästen zählten aber bald auch Schulklassen zu den Besuchern. 1778 wurde die Menagerie zusammen mit Schloss und Park für „anständig gekleidete Personen“ geöffnet – vorerst jedoch nur an Sonntagen.

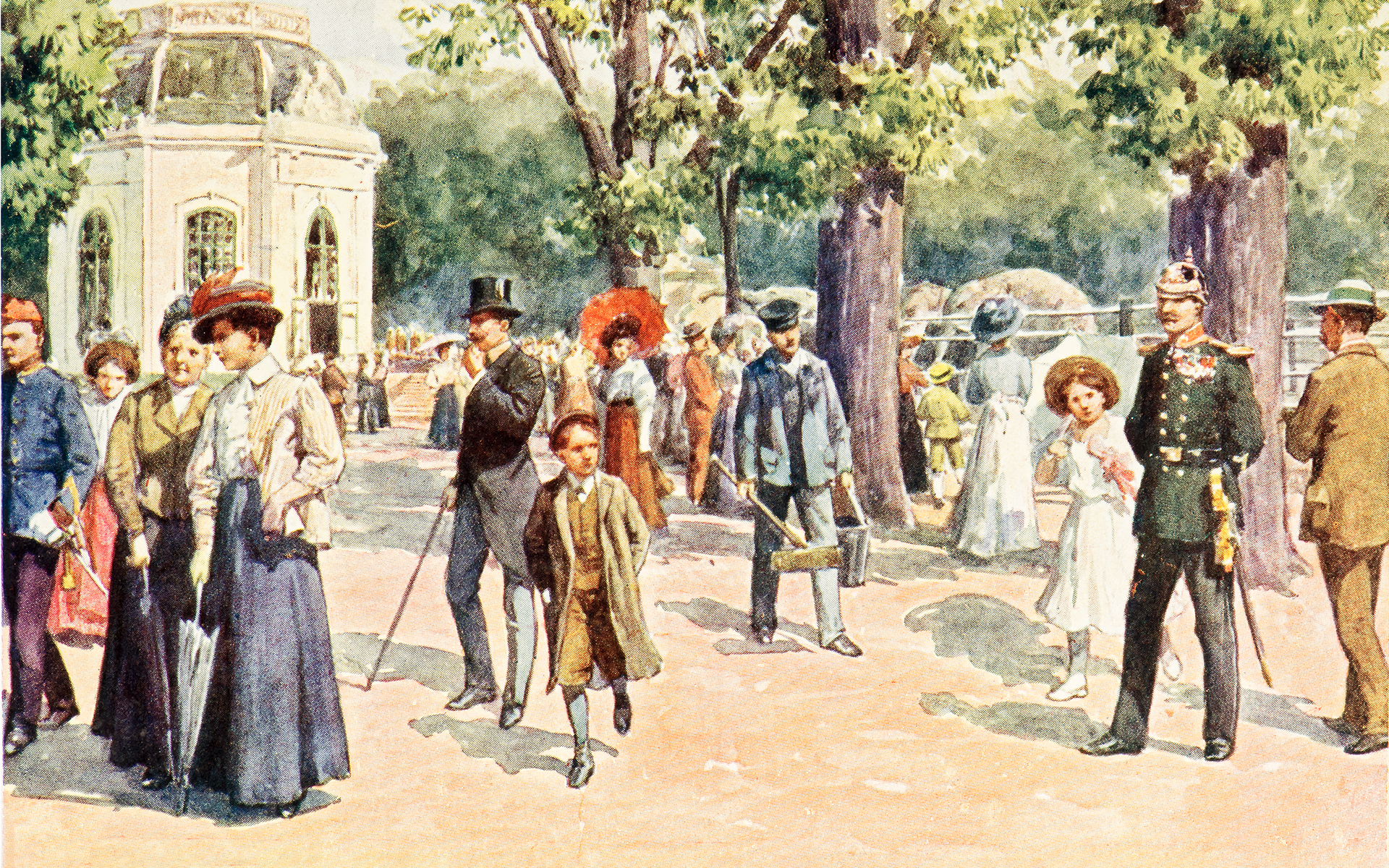
Zoobesucher im Tiergarten (historische Postkarte)

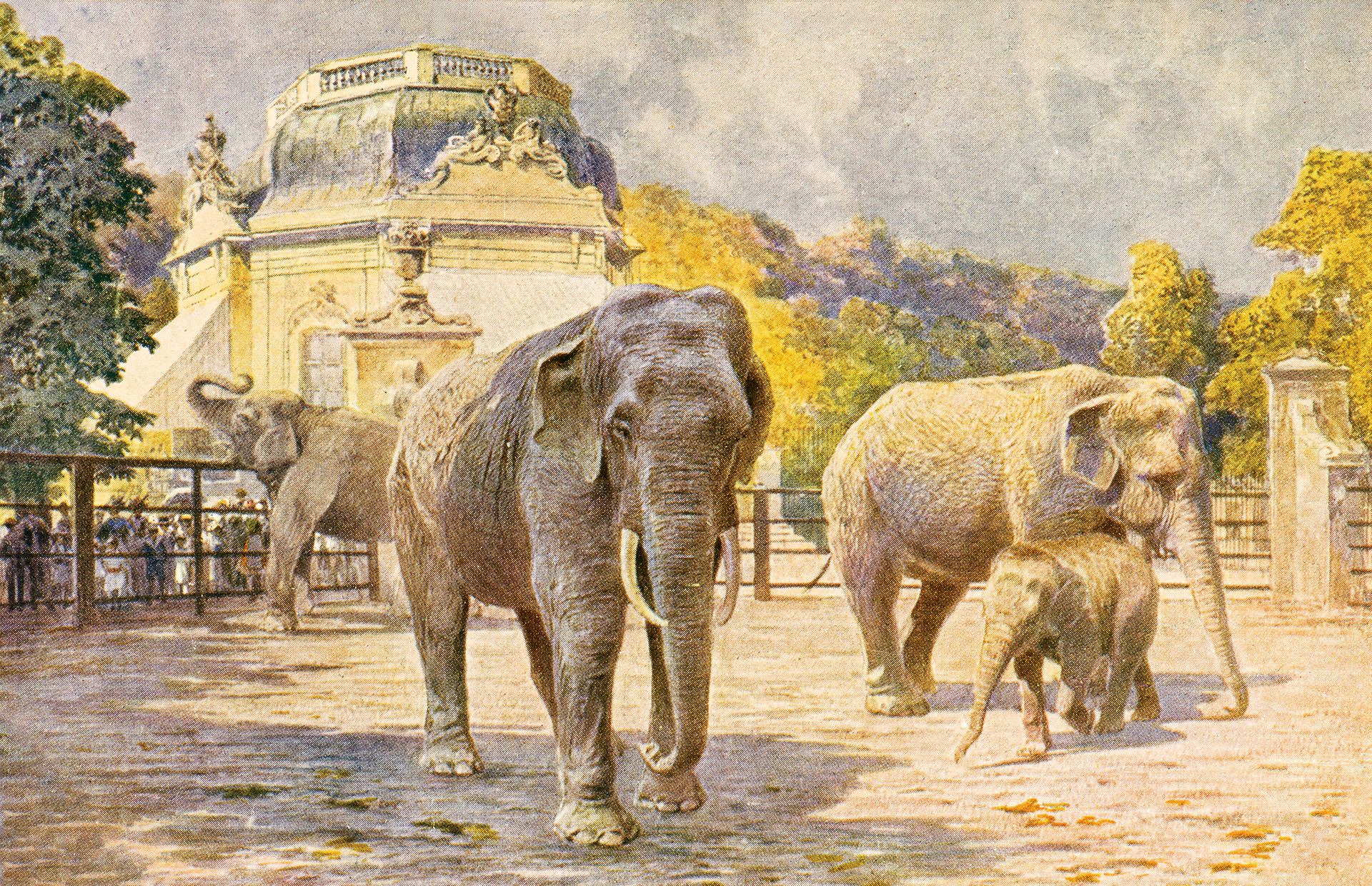
Asiatische Elefanten im Tiergarten (historische Postkarte)

### Ab 1770: Die ersten Tiere
1770 kam der erste Indische Elefant nach Schönbrunn, 1781 mit Wölfen und Bären erstmals Raubtiere. Um 1800 kamen die ersten Eisbären, Großkatzen, Hyänen und Kängurus sowie ein weiteres Paar Asiatische Elefanten. Die exotischen Tiere waren Publikumsmagnete – sie lockten Besucher aus Wien und Umgebung, aber auch viele ausländische Gäste in die kaiserliche Menagerie. Zu dieser Zeit war der Tiergarten bereits täglich zu besichtigen und die ersten ausführlicheren Beschreibungen und „Zooführer“ entstanden.
Im Jahr 1828 bekam Schönbrunn als Geschenk des Vizekönigs von Ägypten erstmals eine Giraffe. Ihre Ankunft löste einen regelrechten Hype aus und beeinflusste in Wien Mode, Kunsthandwerk und Gesellschaftsleben. Es entstanden Kleider, Schuhe und Gebrauchsgegenstände mit Giraffenmotiven, Frisuren, ein Parfüm, ein Theaterstück und zwei Kompositionen „à la giraffe“.

### Ab Ende 19. Jh.: Schönster Zoo unter Alois Kraus
Gegen Ende des 19. Jahrhunderts veränderte sich das Erscheinungsbild der Menagerie bedeutend. Unter Alois Kraus, der den Tiergarten von 1879 bis Anfang 1919 leitete, wurden die historischen Anlagen tier- und besucherfreundlicher umgestaltet.
Tierhäuser und Wirtschaftsgebäude wurden neu gebaut oder modernisiert, der Zoo nach Osten und Süden erweitert. Am Beginn des 20. Jahrhunderts zählte Schönbrunn mit fast 3500 Tieren in über 700 Arten, darunter Elefanten, Nashörner, Flusspferde, Tapire, Giraffen und Robben sowie zahlreiche Großkatzen- und Bärenarten, zu den schönsten Tiergärten der Welt.
1906 wurde in Schönbrunn der erste in einem zoologischen Garten gezeugte Elefant geboren. Bis zum Ende der österreichisch-ungarischen Monarchie blieb die Anlage im Privatbesitz der kaiserlichen Familie.

### Ab Anfang 20. Jh.: Weltkriege, Naturschutz unter Otto Antonius
Den Ersten Weltkrieg überlebten aufgrund von Versorgungsengpässen und den damit verbundenen hygienischen Problemen nur 400 Tiere. Mit einer Hilfsaktion sowie Tier- und Sachspenden sicherten die Wiener den Fortbestand des Tiergartens.
Unter Otto Antonius, der von 1924 bis 1945 als erster Biologe die Leitung des Tiergartens Schönbrunn innehatte, stieg der Tierbestand bis 1930 wieder auf mehr als 3000 Tiere. Antonius führte die Idee der Nachzucht von vom Aussterben bedrohten Tierarten ein. Er engagierte sich in der Volksbildung, warb für den Naturschutz und intensivierte die immer wichtiger werdenden Kontakte zu Medien, Universitäten und Museen. Es fand ein reger wissenschaftlicher Austausch statt. 1926 wurde die Bezeichnung „Menagerie“ offiziell durch den Begriff „Tiergarten“ ersetzt.
Am Ende des Zweiten Weltkrieges wurde der Tiergarten von zahlreichen Fliegerbomben getroffen. Viele Tierhäuser wurden zerstört oder beschädigt, mehr als tausend Tiere starben. Nach Kriegsende halfen die sowjetischen und später die britischen Besatzungstruppen beim Wiederaufbau.

### Ab 1945: Wiederaufbau und Erweiterung
Julius Brachetka, Direktor von 1945 bis 1958, weckte mit unterhaltsamen Medienauftritten, oft in Begleitung von Schönbrunner Tieren, wieder Interesse für den Zoo. Es entsprach dem neuen Zeitgeist. Die ersten Plakate entstanden und Fotowettbewerbe wurden veranstaltet. An Stelle des durch Bomben beschädigten Straußen- und Reptilienhaus wurde 1959 ein neues Aquarien- und Terrarienhaus eröffnet. Es zählte zu den modernsten der Welt.
Unter Walter Fiedler (Direktor 1967–1987) erreichte der Tiergarten mit der Verbauung des ehemaligen Kleinen Fasangartens im Osten eine Verdopplung seiner ursprünglichen Fläche auf nunmehr zwölf Hektar. Weitere Meilensteine waren 1969 die Eröffnung eines Kinderzoos und 1976 die Einrichtung einer zoopädagogischen Abteilung, die zu den ersten Europas gehörte.

### Ab 1970: Imageprobleme, Ausgliederung mit Helmut Pechlaner
Trotz großer Zuchterfolge hatte der Zoo zunehmend mit Imageproblemen zu kämpfen und die Besucherzahlen waren rückläufig. Die Kritik an unzeitgemäßer Tierhaltung erreichte Ende der 1980er Jahre ihren Höhepunkt. Diskussionen über die Auflösung des Tiergartens oder eine Verlegung in einen anderen Wiener Bezirk wurden 1991 beendet. Der Tiergarten wurde als Schönbrunner Tiergarten-Ges.m.b.H. aus der Bundesverwaltung ausgegliedert, blieb aber zu 100 Prozent im Eigentum der Republik Österreich. Alleingeschäftsführer wurde der Tiroler Tierarzt Helmut Pechlaner, der bis dahin als Direktor des Alpenzoos Innsbruck tätig war.
Pechlaner konnte mit Unterstützung der Republik Österreich, zahlreicher Spender und Sponsoren sowie neuer Eintrittspreise fast alle Gehege erneuern und erweitern. Als erstes Bauprojekt wurde 1992 das Kleinaffenhaus eröffnet, das mit zwei „Affeninseln“ im Barockteich als Außenanlage heute Kattas und Gibbons beherbergt. Im Süden wurde der Zoo um ein Stück Wienerwald erweitert. Es entstanden der Tirolerhof, ein neuer Elefantenpark, die moderne Großkatzenanlage, eine Anlage für Große Pandas, ein Insektarium und eines der größten Nashorngehege Europas. Die zwei Panzernashörner, die 2006 einzogen, waren ein Geschenk des ehemaligen Königshauses in Nepal. Die Tiere waren als Waise aufgelesen worden und hatten sich nicht mehr in wildlebende Populationen integrieren lassen.

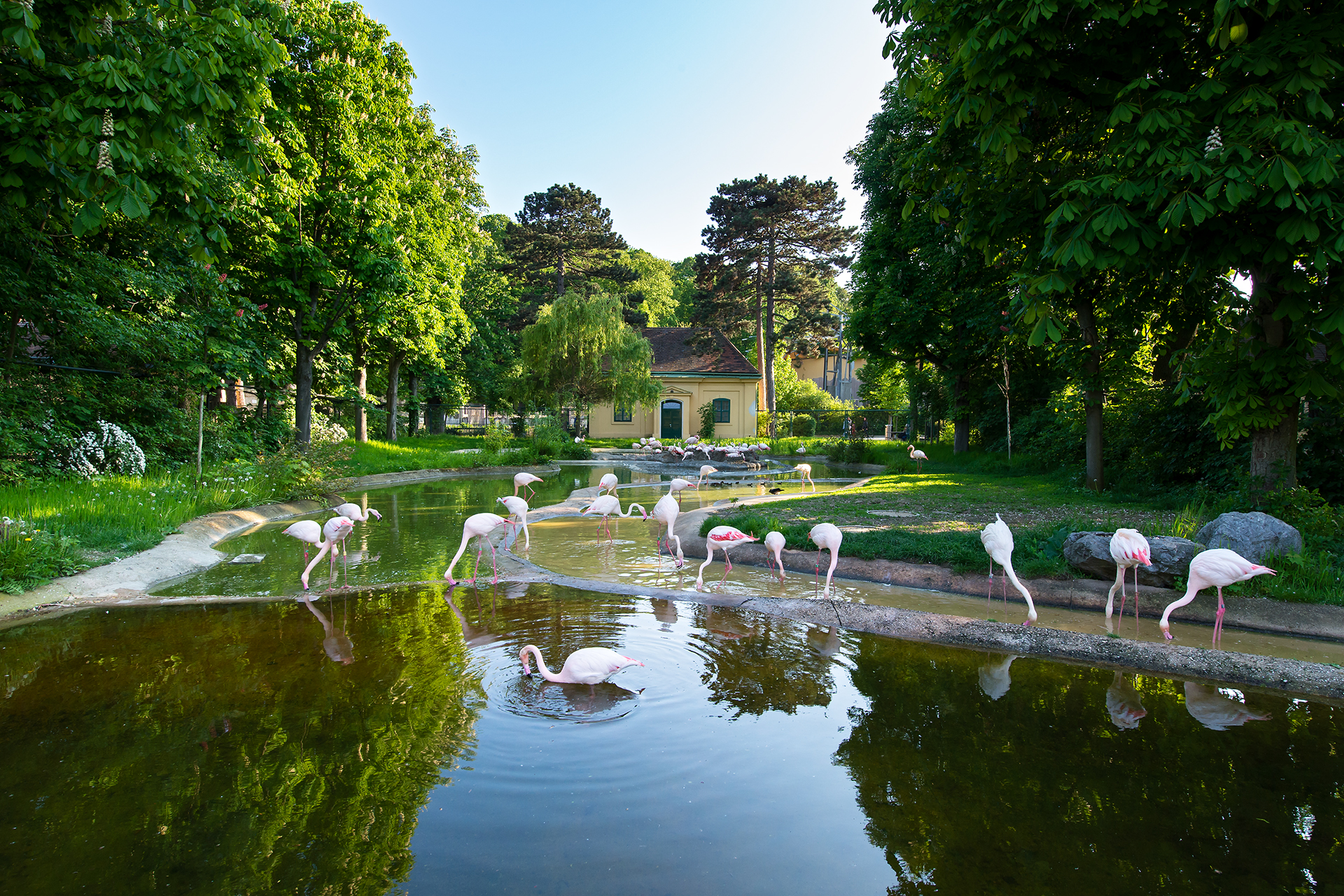
Das barocke Ambiente prägt heute das Erscheinungsbild des Zoos.

1996 wurde das Ensemble Schloss, Tiergarten und Schlosspark Schönbrunn zum UNESCO-Weltkulturerbe erklärt. Im selben Jahr wurde die erste große Bronzeskulptur von Gottfried Kumpf aufgestellt: ein Löwe. In den folgenden Jahrzehnten gesellten sich weitere Bronzeskulpturen dazu, die bis heute ein beliebtes Fotomotiv sind. Zum 250-jährigen Bestehen des Tiergartens wurde 2002 das Regenwaldhaus eröffnet, Koalas zogen erstmals in Schönbrunn ein und die Panoramabahn erlebte ihre Jungfernfahrt.

### Ab 2006: Besucherrekorde und Bester Zoo Europas
Vom 1. Jänner 2007 bis Ende 2019 war Dagmar Schratter als Nachfolgerin Pechlaners Alleingeschäftsführerin des Tiergartens. In ihre Amtszeit fielen die fünf Auszeichnungen zum Besten Zoo Europas, fünf Mal Nachwuchs bei den Großen Pandas sowie das Rekordjahr 2008, in dem der Zoo 2,6 Millionen Besucher verzeichnen konnte. Als ihr Nachfolger wurde im Herbst 2019 Stephan Hering-Hagenbeck, bisher im Tierpark Hagenbeck in Hamburg tätig, präsentiert. Er trat im Jänner 2020 den Dienst an.

### 2023: Abkehr von der Kommerzialisierung von Tiernamen
Im Juli 2023 gab der Direktor des Tiergartens, Stephan Hering-Hagenbeck, eine Strategieumkehr bei der Namensgebung für die Zootiere bekannt. Während in den Jahren davor die Besucher sogar aufgerufen worden waren, zwischen Namensvorschlägen beispielsweise für die neugeborenen Pandas zu wählen, sollen laut Direktor Hering-Hagenbeck den Tieren in Zukunft für die Öffentlichkeit keine Namen mehr gegeben werden. Damit solle für den deutschen Sprachraum ein neuer Weg eingeschlagen werden, der den Artenschutz in den Mittelpunkt rücken und die Vermenschlichung der Zootiere hintan halten soll.
Im Juli 2024 wurde Stephan Hering-Hagenbeck als Direktor für eine fünfjährige Funktionsperiode ab dem 1. Jänner 2025 wiederbestellt.

## Große Pandas

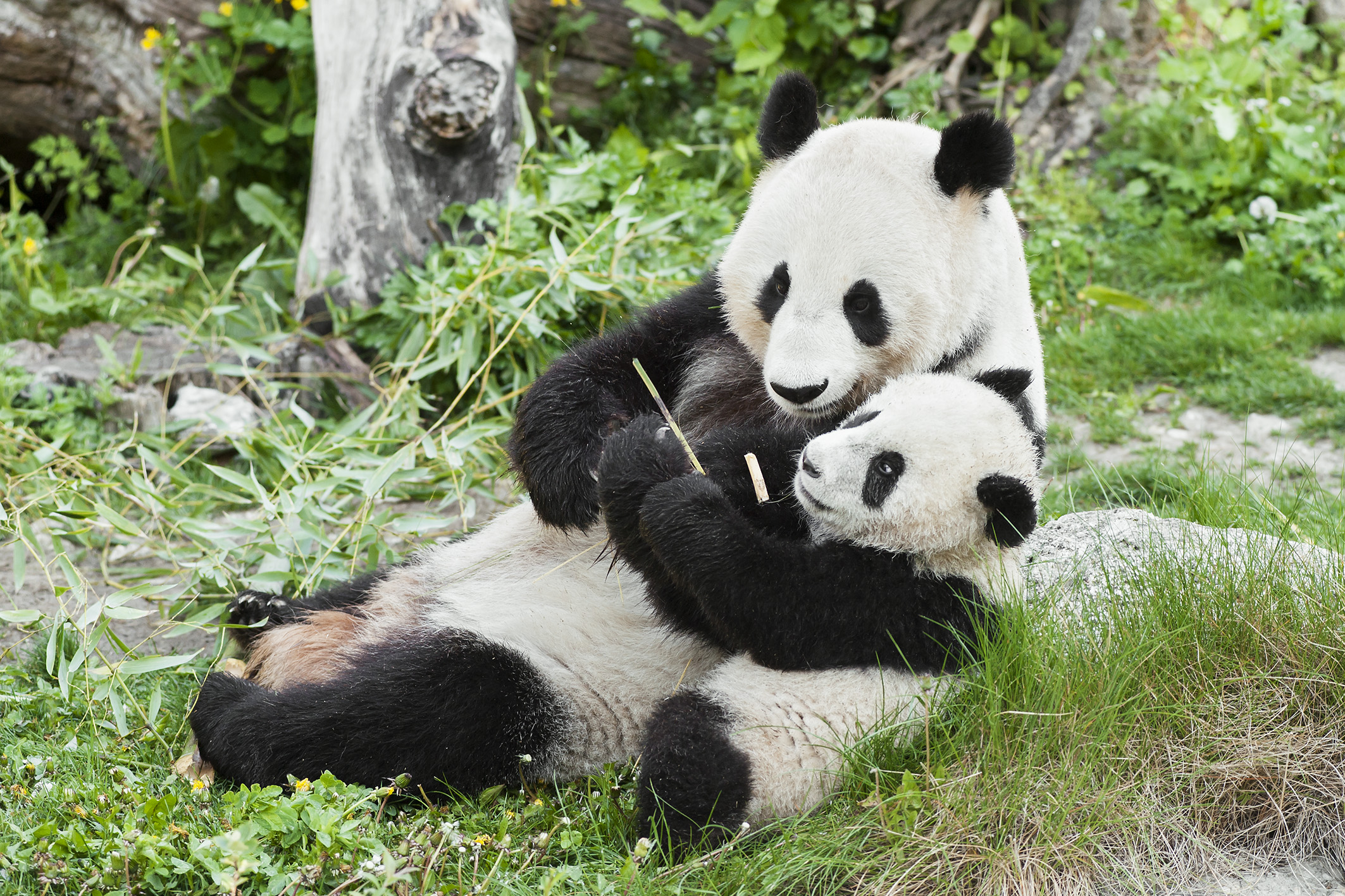
Pandaweibchen Yang Yang mit ihrem ersten Nachwuchs Fu Long

Der Tiergarten Schönbrunn zählt zu den wenigen Zoos in Europa, die Große Pandas zeigen. 2003 kamen mit dem Weibchen Yang Yang (阳阳 „Sonnenschein“) und dem Männchen Long Hui (龙辉 „Drachenzeichen“) zwei Tiere nach Wien, die für sensationelle Zuchterfolge sorgten.
Am 23. August 2007 brachte Yang Yang das erste Pandababy Europas zur Welt, das auf natürlichem Wege und nicht durch künstliche Besamung gezeugt wurde – ein Männchen. Es erhielt nach chinesischer Tradition 100 Tage nach der Geburt einen Namen: Fu Long (福龙, „Glücklicher Drache“). Am 23. August 2010, genau drei Jahre nach Fu Longs Geburt, kam das zweite, ebenfalls männliche Pandababy in Schönbrunn zur Welt. Es erhielt den Namen Fu Hu (福虎, „Glücklicher Tiger“). Ein drittes Pandajunges, wieder ein Männchen, wurde am 14. August 2013 geboren. Sein Name Fu Bao (福豹) bedeutet „Glücklicher Leopard“. Am 7. August 2016 kamen schließlich Zwillinge zur Welt und erhielten die Namen Fu Feng (福凤„Glückliche Phönix“) und Fu Ban (福伴 „Glücklicher Gefährte“). Yang Yang war die erste Pandamutter in Menschenobhut, die Zwillinge ohne menschliche Hilfe großzog.
Die Jungtiere übersiedelten jeweils im Alter von zwei Jahren nach China in Zoos oder Panda-Zuchtstationen.
Im Dezember 2016 verstarb Long Hui an den Folgen eines Tumors. Im April 2019 kam mit Yuan Yuan ein neues Pandamännchen in den Tiergarten.
2024 wurde die Forschungskooperation erneut um zehn Jahre verlängert. Im September übersiedelte das Pärchen nach China, um dort seinen Lebensabend zu verbringen.
2025 ist das neue Panda-Paar im Tiergarten Schönbrunn angekommen. Das Weibchen „Lan Yun“ und das Männchen „He Feng“ sind seit Mai 2025 auch für Besucherinnen und Besucher zu sehen.
Die Zeit in der die Panda-Anlage leer stand, wurde genutzt, um diese umfangreich zu modernisieren und zu erweitern.

## Erlebniswelten

### Eisbärenwelt „Franz Josef Land“
In der 2014 eröffneten Eisbärenwelt kann man Eisbären in einem fünf Meter tiefen Tauchbecken beim Schwimmen unter Wasser erleben. Die Anlage ist 1700 Quadratmeter groß. Der Name ist ein Tribut an die historischen Verdienste Österreich-Ungarns bei der Erforschung arktischer Regionen. Das Besucherzentrum, der so genannte Polardom, wurde von „Polar Bears International“ zum „Arktischen Botschafterzentrum“ ernannt.

### Polarium
Durch eine 13 Meter lange Beckenverglasung sieht man Mähnenrobben beim Schwimmen. Bei der Schaufütterung klettern die Tiere auf die Felsen und springen ins Wasser, um die Futterfische zu schnappen.

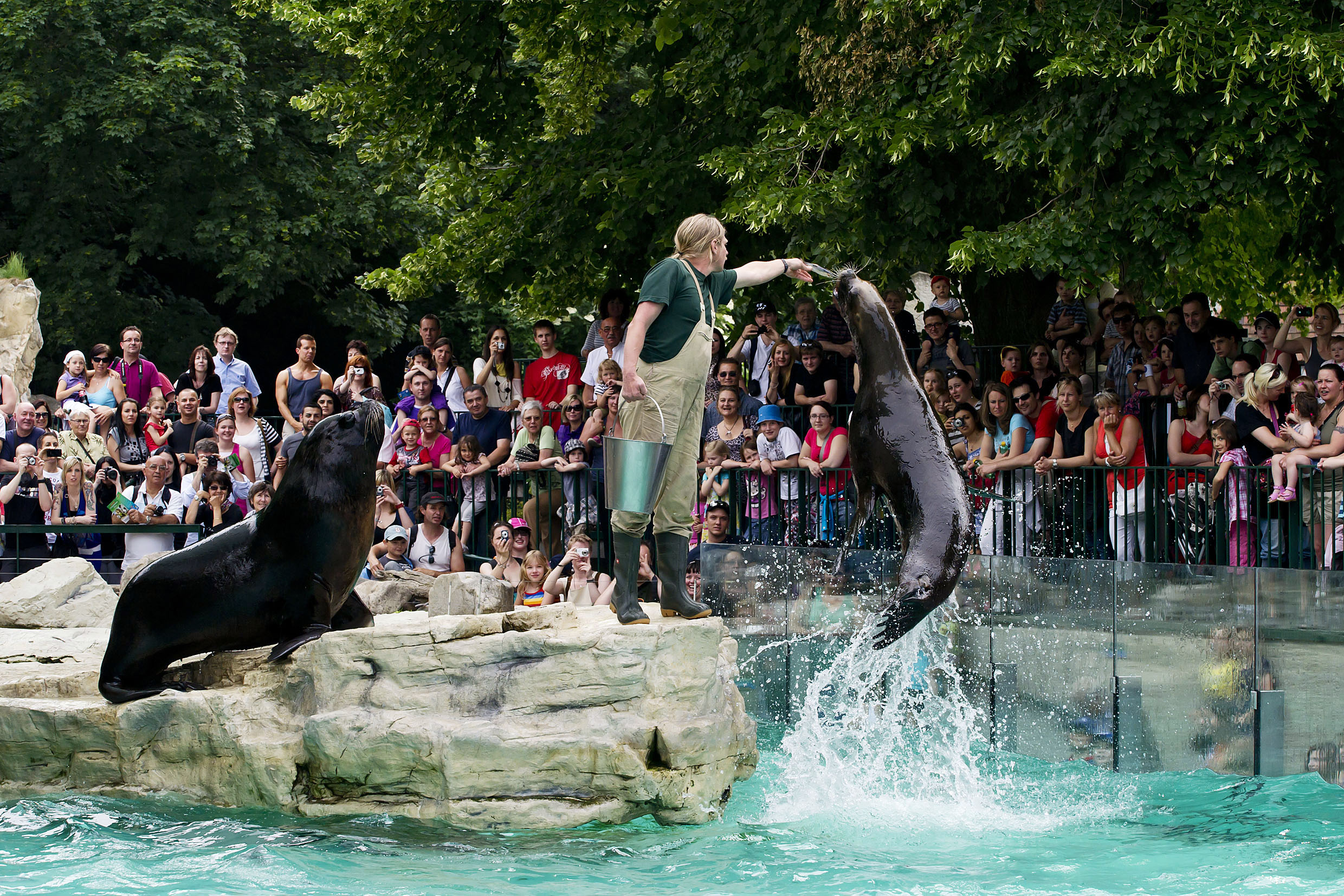
Die Schaufütterung bei den Mähnenrobben zählt zu den beliebtesten Attraktionen.

Für die Königs- und Felsenpinguine werden die saisonalen Licht- und Klimaverhältnisse ihrer Heimat simuliert: rund 10 Grad Celsius Raumtemperatur und 8 Grad Wassertemperatur.

### Regenwaldhaus
Im 250. Jahr des Tiergartens wurde das Regenwaldhaus eröffnet. Das Glashaus präsentiert einen Ausschnitt eines Berghanges im tropischen Regenwald Südostasiens. Hier leben u. a. die seltene Batagur-Schildkröte, Zwergotter, verschiedene Vogelarten, Riesenflughunde, Pythons und Fidschileguane. Eine aufwändige Haustechnik sorgt für eine ganzjährige Mindesttemperatur von 25 Grad Celsius bei 80 Prozent Luftfeuchtigkeit.
Dieses Warmhaus mit einer extrem hohen Luftfeuchtigkeit benötigt nach über 20 Jahren eine Generalsanierung. Planmäßig wird das Regenwaldhaus 2025 mit neuem Konzept wiedereröffnet!

### Tiergarten ORANG.erie
Das erste Palmenhaus, im 19. Jahrhundert unter Kaiser Franz I. erbaut und ab 1920 als Filmatelier genützt, wurde revitalisiert und ist seit 2009 das Zuhause der Orang-Utans. 2021 wurde die Außenanlage mit 12 bis zu 13 Meter hohen Bäumen versehen.

### Insektarium
Das „Haus der Schrecken“ wurde 2005 eröffnet und zeigte in 14 Terrarien Insekten, die Meister im Tarnen und Täuschen sind. Das Haus wird seit 2023 umgestaltet und soll schließlich vom Tiergarten beschlagnahmte Tiere, überwiegend Reptilien, aus illegalem Tierhandel beherbergen.

### Aquarien- und Terrarienhaus

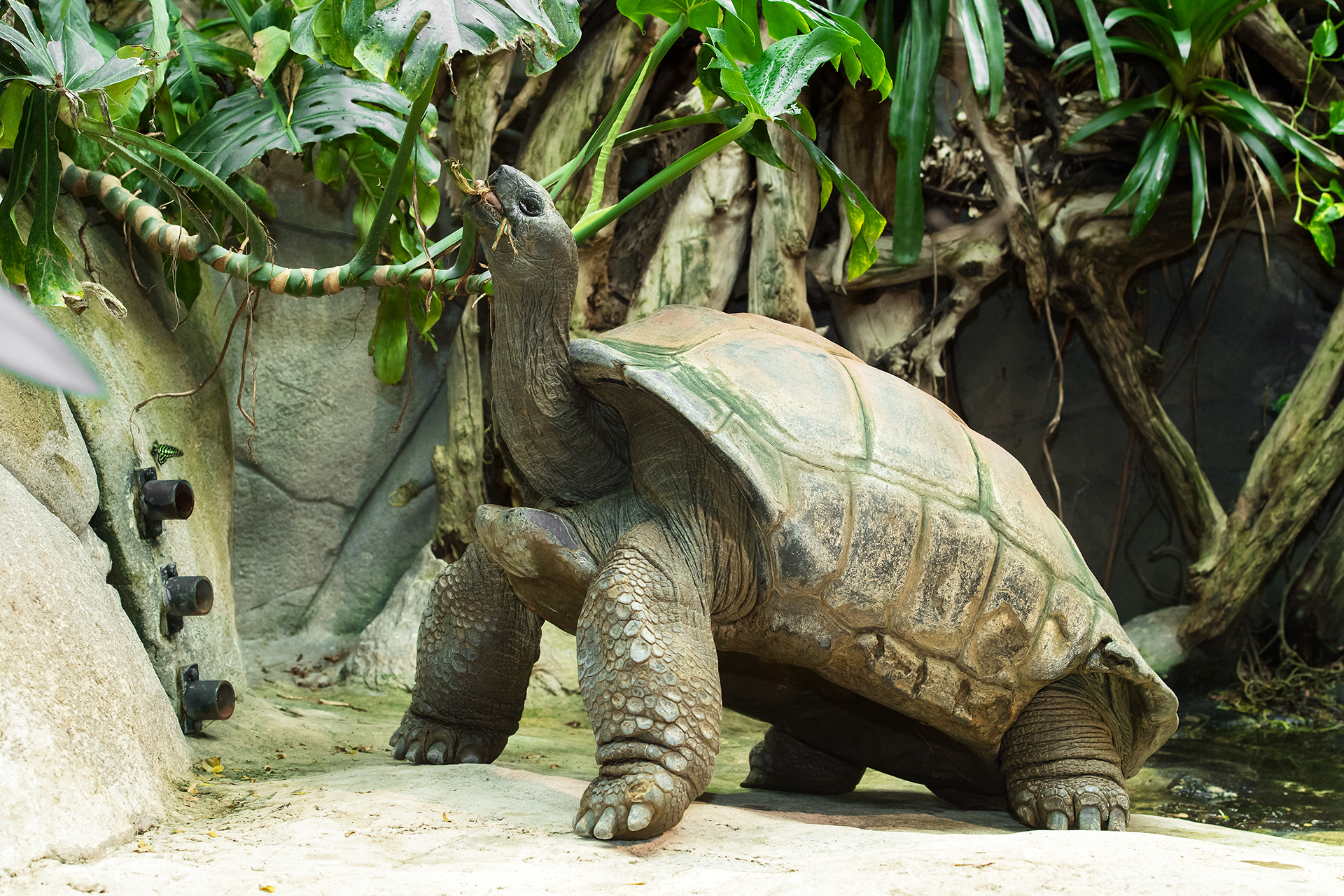
Riesenschildkröte Schurli lebte von 1953 bis 2021 im Tiergarten Schönbrunn. Sie wurde schätzungsweise rund 130 Jahre alt.

Das Haus wird durch den Krokopavillon betreten. Hier leben unter anderem Riesenschildkröten, die über 100 Jahre alt sind. Im Aquarienhaus befinden sich Aquarien mit Piranhas, Feuerfischen, Muränen und Rochen sowie ein großes Korallenriff mit hunderten Fischen aus dem Indopazifik. In vier Quallenkreiseln werden immer wieder andere Quallenarten gezeigt. Der Tiergarten Schönbrunn zählt weltweit zu den Zoos mit den meisten Quallenarten. Durch ein Tunnelaquarium mit Arapaimas gelangt man ins Terrarienhaus, wo Schlangen, Leguane und andere seltene Reptilien wie Tannenzapfenechsen leben.
Im Jahr 2025 beginnen die Bauarbeiten für das neue Artenschutz-Aquarium am Standort des alten Aquariums nahe dem Eingang Hietzing im Tiergarten Schönbrunn. Der Neubau wurde notwendig, da das bestehende Gebäude das Ende seiner Nutzungsdauer erreicht hatte und eine Sanierung aus betrieblichen sowie wirtschaftlichen Gründen als nicht realisierbar erachtet wurde. Das neue Aquarium soll Besucherinnen und Besuchern die Vielfalt der Unterwasserwelt näherbringen. Zudem wird es Einblicke in die Erhaltungszucht hochbedrohter Tierarten außerhalb ihres natürlichen Lebensraums bieten und so den Artenschutzgedanken des Tiergartens weiter stärken. Die Eröffnung des neuen Artenschutz-Aquariums ist für das Jahr 2028 vorgesehen.

### Heimtierpark
Im Heimtierpark wird gezeigt, wie Meerschweinchen, Wellensittiche und Bartagamen ihren Bedürfnissen entsprechend gehalten werden sollen.

### Naturerlebnispfad
Vom Tirolerhof des Tiergartens führt der Baumkronenpfad in zehn Meter Höhe in das Blätterdach der Bäume, um heimische Vogelarten beobachten zu können. Der Waldweg führt weiter vorbei an Freilandterrarien mit Kreuzotter, Europäischer Hornotter und heimischen Amphibien. Anschließend wird in großen Aquarien im Bereich „Am Wasser“ die heimische Fischwelt gezeigt.

### Südamerika-Park
Im Südamerika-Park leben Großer Ameisenbär, Wasserschwein, Vikunja, Seriema und Nandu in einer tierischen Wohngemeinschaft. Die Außenanlage ist mit Hügeln und Teichen landschaftlich einer Pampa nachempfunden.

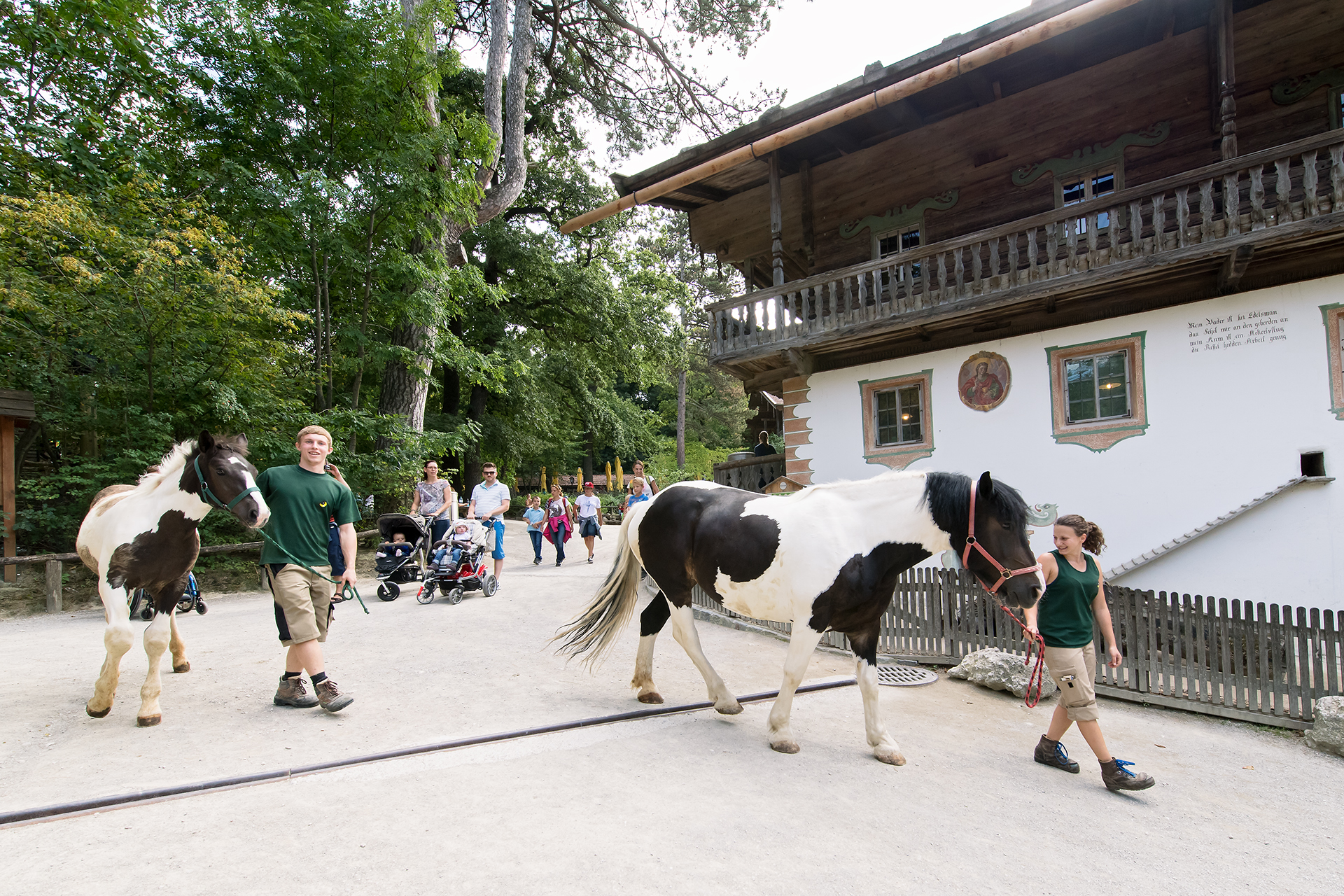
Am typischen Tiroler Bauernhof werden bedrohte Nutztierrassen gezeigt.

### Tirolerhof
Der Haidachhof, ein zweigeschoßiger Unterinntaler Einhof aus dem Jahr 1722, ist denkmalgeschützt, wurde an seinem ursprünglichen Standort in Brandenberg in Tirol abgetragen und im Tiergarten wiedererrichtet. In den Stallungen werden seither vom Aussterben bedrohte Nutztierrassen gepflegt wie Tux-Zillertaler Rind, Pustertaler Sprinzen, Noriker, Kärntner Brillenschaf, Tiroler Steinschaf, Original Braunvieh, Tauernschecken Ziege und Sulmtaler Huhn.

### Großkatzenhaus
Im Großkatzenhaus leben Leoparden und Sibirische Tiger. Jede Tierart hat eine große begrünte Außenanlage mit erhöhten Plattformen, Teichen und Sträuchern als Versteckmöglichkeit. Das Gehege der Geparde wird oft als Beispiel für Direktor Pechlaners Einfallsreichtum zitiert. Er verwandelte 1994 den asphaltierten Besucherbereich in eine begrünte Außenanlage und ließ die Besucher von den alten Käfigen aus die Tiere beobachten.

### Vogelhaus
Zwei Freiflughallen stellen je unterschiedliche Landschaften mit ihrer Tierwelt dar: die afrikanische Savanne mit Bleistiftbäumen und Oryxweber sowie die südamerikanischen Tropen mit Tangaren, Purpurnaschvögeln und Prachtpipras im üppigen Pflanzendschungel. In der Mittelhalle leben Faultiere.

### Rattenhaus
Im Rattenhaus leben Farbratten, Riesenhamsterratten und Bergtupaja. Der Tag- und Nachtrhythmus ist mit einer speziellen Lichttechnik zeitversetzt, sodass Besucher auch die nachtaktiven Nager beim Klettern, Baden und Graben beobachten können.

### Affenhaus
Das historische Gebäude aus dem Jahr 1841 wurde nach zwei Umbauten (1906, 1930) im Jahr 2012 generalsaniert und beherbergt Bärenstummelaffen, Erdmännchen, Zwergseidenäffchen, Totenkopfäffchen, Kaiserschnurrbart- und Springtamarine.

### Nashornpark
Auf 6.000 Quadratmeter leben zwei Panzernashörner mit anderen asiatischen Tierarten wie Nilgauantilopen, Vietnam-Sikahirschen und Hirschziegenantilopen.

### Giraffenpark

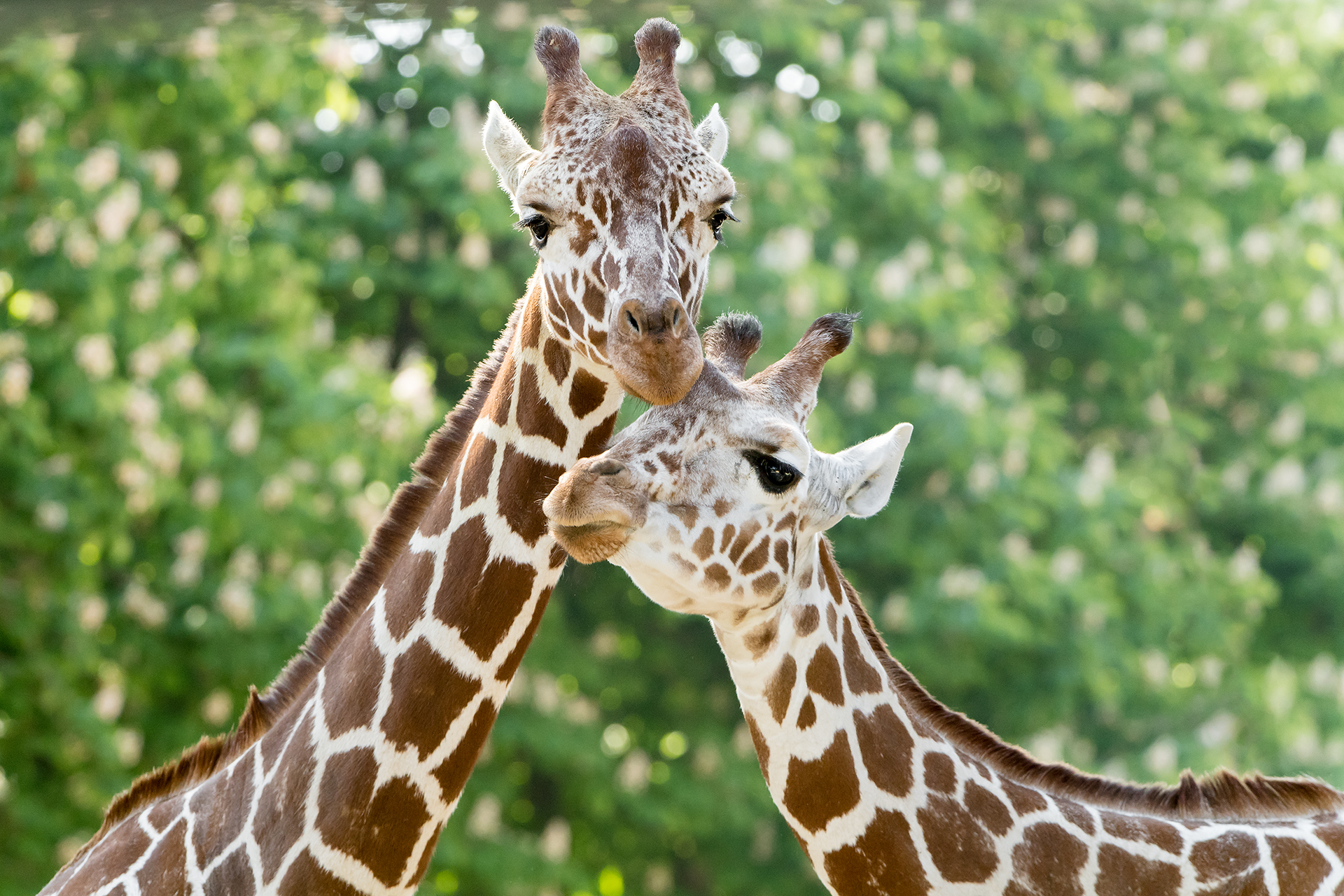
Seit der Restaurierung bewohnen erstmals Netzgiraffen den Giraffenpark.

Das historische Giraffenhaus wurde im Jahr 2017 restauriert. An der Rückseite wurde im Einklang mit dem Denkmalschutz ein Wintergarten angebaut, der den Giraffen in der kalten Jahreszeit mehr Platz bietet. Die in das Glasdach integrierte Photovoltaikanlage produziert den gesamten Stromverbrauch der Anlage selbst. Ein Schotterspeicher im Keller wandelt die Hitze des Tages in der Nacht in Wärme um. Für diese Technologien wurde der Tiergarten mit dem Umweltpreis der Stadt Wien ausgezeichnet.

### Elefantenpark
Seit 1996 bewohnen die Afrikanischen Elefanten eine große, moderne Außenanlage. Aufgrund des flachen Grabens kommen die Besucher dicht heran. Die kleinsten Bewohner des Tiergartens, Afrikanische Zwergmäuse, leben direkt nebenan, in einem Terrarium des Elefantenhauses.
Im April 2020 wurde das weibliche Jungtier Kibali (2019–2021) im Zuge der Corona-Maßnahmen der österreichischen Bundesregierung als „Abstandsmaß ein Babyelefant“ bekannt. Es starb kurz vor seinem zweiten Geburtstag an Herzversagen.

### Ostafrikahaus
Das Ostafrikahaus zeigt kleinere Tierarten aus dem Lebensraum der Giraffen: Zwergmangusten und Decken-Tokos, die in der Wildbahn gemeinsam auf Nahrungssuche gehen, sowie Südliche Hornraben, die die Außenanlage der Giraffen mitbewohnen.

### Mähnenspringer und Berberaffen
Mähnenspringer und Berberaffen bilden seit 1995 eine Wohngemeinschaft im Tiergarten Schönbrunn. Ihre Anlage ist dem nordafrikanischen Atlasgebirge nachempfunden. Schluchten, Steilwände, trockene Bachläufe und Plateaus vermitteln einen authentischen Eindruck aus dem Lebensraum der beiden Tierarten.

### Wüstenhaus
Das Wüstenhaus liegt vor den Toren des Tiergartens gegenüber dem Palmenhaus. Ein Rundweg führt durch einen Wüstenlebensraum mit Klapperschlangen, Nacktmullen, bunten Vögeln und weiteren Wüstenbewohnern. Den botanischen Schwerpunkt bilden Kakteen und andere Sukkulenten.

## Artenschutz und Forschung
Der Tiergarten Schönbrunn beteiligt sich an internationalen Zuchtprogrammen für gefährdete Tierarten. Dabei führt er im Rahmen des Europäischen Erhaltungszuchtprogramms das Zuchtbuch für den Südlichen und den Nördlichen Felsenpinguin sowie für den Fidschi-Leguan.

### Artenschutzprojekt Großer Panda
Für den Schutz der Großen Pandas arbeitet der Tiergarten Schönbrunn mit der China Wildlife Conservation Association (CWCA) zusammen. Gemeinsame Forschungstätigkeit, Erhaltungszucht, regelmäßige Trainingskurse, Errichtung von Panda-Reservaten und Aufforstung der Bambuswälder zählen zu den wichtigsten Säulen des Projekts.

### Artenschutzprojekt Waldrapp

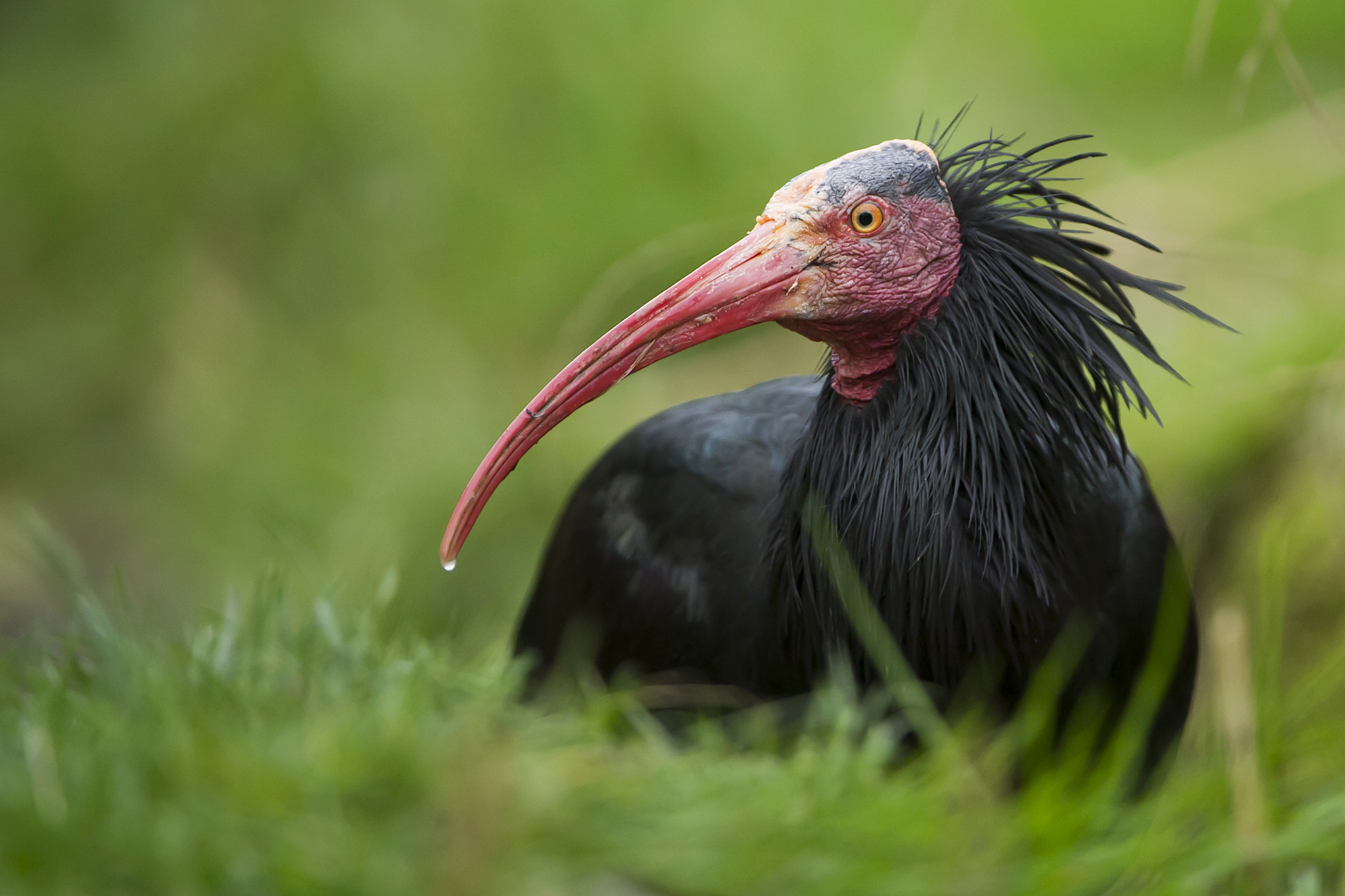
Der in Mitteleuropa einst heimische Waldrapp wird mit einem spektakulären Projekt wiederangesiedelt.

Der Tiergarten koordiniert die Wiederansiedlung des Waldrapps, ein hochbedrohter Ibisvogel, im Rahmen eines EU Life20-Projektes in Mitteleuropa. Waldrapp-Küken, die in Zoos und Wildparks schlüpfen, werden auf menschliche Ziehmütter geprägt. Diese zeigen den Vögeln mit einem Ultraleichtfluggerät die Flugroute in ein geeignetes Winterquartier.

### Artenschutzprojekt Batagur-Flussschildkröte
Die Batagur-Flussschildkröte zählt zu den drei seltensten Schildkrötenarten der Welt. Im Tiergarten Schönbrunn glückte 2010 die weltweit erste Nachzucht. Neben der wichtigen Erhaltungszucht hat der Tiergarten eine Rettungsaktion in Bangladesch initiiert.

### Artenschutzprojekt Eisbär

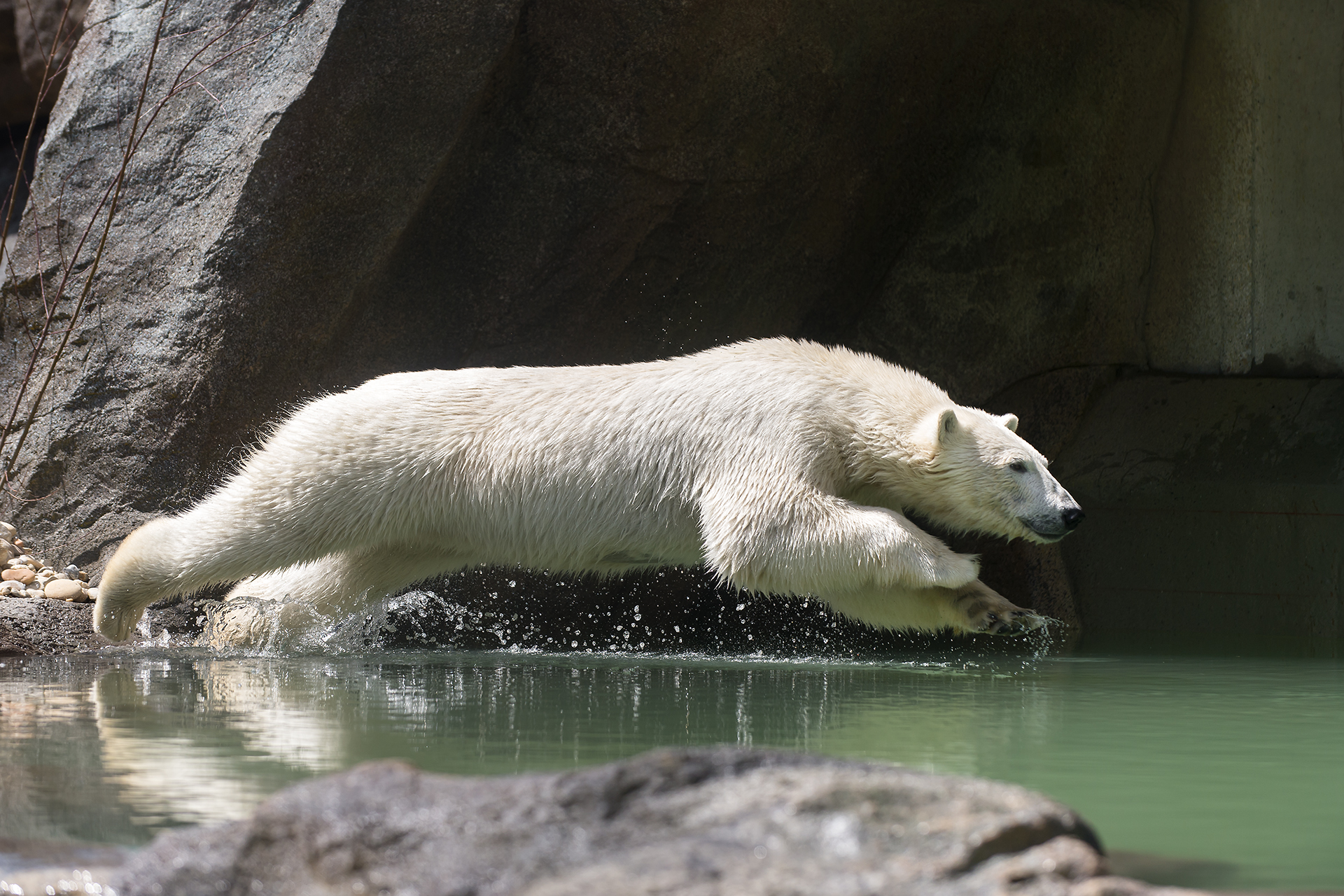
Die Eisbären im Zoo sollen Botschafter für ihre bedrohten Artgenossen in der Wildbahn sein.

Der Tiergarten unterstützt „Polar Bears International“ (PBI), eine Initiative zur Rettung der Eisbären. PBI erforscht die Lebensweise der Eisbären in ihrer Heimat. Tiere werden mit Sendern ausgestattet, um ihre aufgrund des schwindenden Packeises veränderten Wanderrouten zu erforschen.

### Artenschutzprojekt Berberaffe
Der Tiergarten unterstützt das Artenschutzprojekt Barbary Macaque Awareness and Conservation (BMAC) in Marokko, das Bildungsprogramme durchführt und sich unter anderem dafür einsetzt, dass illegal gefangene Berberaffen wieder ausgewildert werden.

### Artenschutzprojekt Flachlandtapir
Im Rahmen eines Forschungsprojekts im Pantanal in Südamerika geben Halsbandsender Auskunft über die Bedürfnisse der Tapire. Die lokale Bevölkerung wird über die Tierwelt informiert.

### Artenschutzprojekt Sumpfschildkröte
Die Europäische Sumpfschildkröte ist die einzige in Österreich heimische Schildkrötenart. Gemeinsam mit dem Nationalpark Donau-Auen, wo die letzte intakte Population in Österreich lebt, setzt sich der Tiergarten für den Gelegeschutz ein.

### Artenschutzprojekt Bartgeier
Anfang des 20. Jahrhunderts wurde der Bartgeier ausgerottet. Nachzuchten aus Zoos wie dem Tiergarten Schönbrunn werden seit den 1980er Jahren erfolgreich wieder angesiedelt.

### Artenschutzprojekt Habichtskauz
Habitatverlust führte in Österreich zum Aussterben des Habichtskauzes. Die Lebensbedingungen besserten sich, und so wurde ein Wiederansiedlungsprojekt gestartet, das der Tiergarten Schönbrunn unter anderem mit eigenen Jungvögeln unterstützt. Mehrere hundert Vögel konnten bereits ausgewildert werden.
Im Tiergarten wird auch zoologische, historische und veterinärmedizinische Forschungsarbeit geleistet – vor allem in Zusammenarbeit mit der Veterinärmedizinischen Universität Wien und dem Department für Evolutionsbiologie der Fakultät für Lebenswissenschaften der Universität Wien.

### Im Zoo entdeckte Tierarten
- 2010 im Regenwaldhaus: Eine tropische Landschnecke aus Borneo. Benannt Schwammeria nach dem damaligen stellvertretenden Direktor Harald Schwammer.[24]
- 2021 im Riffaquarium: Heteromysis schoenbrunnensis, eine maximal 6,1 mm lange Schwebgarnele, wahrscheinlich mit Steinen aus dem Indopazifik mitgekommen. Entdeckt von Anton Weissenbacher in Kooperation mit Daniel Abed-Navandi, Kuratorium im Haus des Meeres durch Vergleich mit anderen Arten unter dem Mikroskop.[25]

## Vorfälle
- Am 5. März 2002 attackierten drei Jaguare eine Pflegerin und verletzten sie tödlich. Die Tiere gelangten durch eine offen gelassene Sicherheitsschleuse zwischen dem Pflegerbereich und dem Innenbereich des Geheges zu der 21-jährigen Pflegerin, als sie die Fütterung vorbereitete. Beim Versuch, der Pflegerin zu helfen, wurde der Direktor Helmut Pechlaner ebenfalls von einem Tier attackiert. Mit einer Verletzung am linken Handrücken wurde er ins Krankenhaus geflogen. Als Unfallursache wurde menschliches Fehlverhalten der Pflegerin festgestellt, ein technisches Versagen wurde ausgeschlossen.[26]
- Am 20. Februar 2005 verletzte der Elefantenbulle Abu einen Pfleger tödlich. Dieser erlitt einen offenen Schädelbruch sowie schwere Verletzungen im Brust- und Bauchbereich und verstarb in einer Klinik.[27] Die Kriminalpolizei beschrieb den Vorfall am nächsten Tag als Arbeitsunfall und nicht als Fahrlässigkeitsdelikt.[28] Ehemalige Pfleger erhoben Vorwürfe gegen die Leitung des Zoos, da es ihrer Meinung nach schon zu mehreren gefährlichen Angriffen durch Abu kam und der tödliche Vorfall hätte verhindert werden können. Direktor Pechlaner widersprach dem.[29]

## Bedeutende Zuchterfolge
Die fünf Jungtiere bei den Großen Pandas waren die ersten in Europa, die auf natürlichem Weg gezeugt wurden. Yang Yang war weltweit die erste Pandamutter in menschlicher Obhut, die Zwillinge ohne menschliche Hilfe großzog.
Im Jahr 2000 zog ein Ameisenbären-Weibchen weltweit erstmals Zwillinge erfolgreich groß.
2013 kam das weltweit erste Elefantenkalb zur Welt, das durch künstliche Besamung mit tiefgefrorenem Sperma gezeugt wurde.

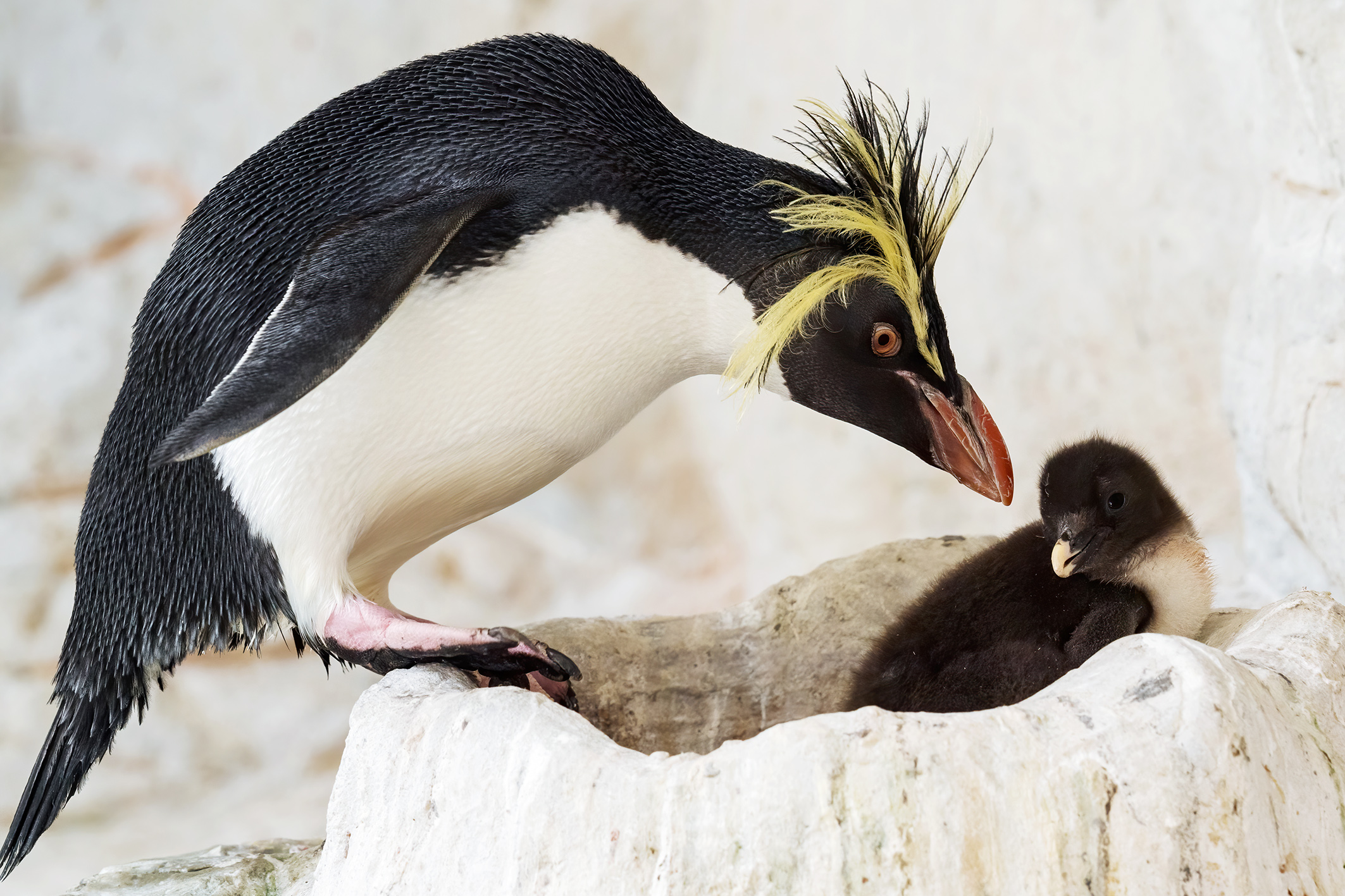
Die Felsenpinguine sorgen jedes Jahr für Nachwuchs.

Als einziger Zoo Europas züchtet der Tiergarten Schönbrunn die bedrohten Nördlichen Felsenpinguine jedes Jahr erfolgreich nach.
Welterstnachzuchten
- 2010 Nördliche Batagur-Flussschildkröte (Batagur baska)[32]
- 2011 Winkerfroscharten Staurois guttatus und Staurois parvus[33]
- 2012 Südamerikanische Schnappschildkröte (Chelydra acutirostris)[34]
- 2015 Riesenqualle (Rhizostoma luteum)[35]
- 2015 Grüne Baumeidechse (Gastropholis prasina)[36]
- 2016 Broadleys Plattechse (Platysaurus broadleyi)[37]

## Unternehmensdaten
Alleiniger Geschäftsführer des Tiergartens ist seit 1. Jänner 2020 der Zoologe Stephan Hering-Hagenbeck, Prokuristin ist Ana Haschka. Im Aufsichtsrat sind Wolfgang Schüssel, Elke Koch, Monika Geppl, Alexander Palma, Clemens Langer und Thomas Sedlak. Die Schönbrunner Tiergarten-Gesellschaft m.b.H. ist als Gesellschafter zur Gänze an der Tiergarten Schönbrunn Gastronomie GmbH und als Kommanditist an der Dipl. Tzt. Thomas Voracek KG Tierärztliche Ordination Tiergarten Schönbrunn beteiligt.
Die Schönbrunner Tiergarten-Gesellschaft m.b.H. ist im Firmenbuch unter der Nummer 47954x seit 30. Dezember 1991 eingetragen, die Stammeinlage beträgt 600.000 € und steht im Alleineigentum der Republik Österreich, diese vertreten durch das Bundesministerium für Arbeit und Wirtschaft. Weiters betreibt die Gesellschaft gemeinsam mit den Österreichischen Bundesgärten das Wüstenhaus vor den Toren des Tiergartens in Form der „ARGE Sonnenuhrhaus“.